# Parasigmoidella debilis
Parasigmoidella debilis är en kackerlacksart som först beskrevs av Hanitsch 1934.  Parasigmoidella debilis ingår i släktet Parasigmoidella och familjen småkackerlackor. Inga underarter finns listade i Catalogue of Life.